# وینوت (کارولینای شمالی)
وینوت (به انگلیسی: Whynot) یک منطقهٔ مسکونی در ایالات متحده آمریکا است که در شهرستان رندالف، کارولینای شمالی واقع شده‌است. وینوت ۱۸۴ متر بالاتر از سطح دریا واقع شده‌است.